# Escut de Sant Llorenç de la Muga
L'escut oficial de Sant Llorenç de la Muga té el següent blasonament:
Escut caironat: d'or, una graella de sable, en pal i el mànec a dalt, acompanyada a la punta d'una faixa ondada d'atzur. Per timbre, una corona de baró.

## Història
Va ser aprovat el 21 de maig de 2008 i publicat al DOGC el 5 de juny del mateix any amb el número 5.146.
La graella és l'atribut del martiri de sant Llorenç, patró de la vila, que es representa tradicionalment a l'escut municipal des dels volts de 1840. La faixa en al·lusió al riu Muga s'hi va afegir el 1990.
El castell de la localitat fou el centre d'una baronia des del segle xiii fins a la fi de l'Antic Règim, pertanyent als vescomtes de Rocabertí; la baronia és recordada per la corona al capdamunt de l'escut.